# Nanar, Jujube et Piette

Nanar, Jujube et Piette est une série de bande dessinée française créée par Marcel Gotlib en 1962 et publiée dans Vaillant. La bande est d'abord parue sous le titre de Nanar et Jujube, puis sous celui de Nanar, Jujube et Cie : elle a duré jusqu'en 1965, époque à laquelle un personnage initialement secondaire, Gai-Luron, devient le personnage principal, ce qui entraîne le changement de nom de la série.

## Historique
C'est dans le journal Vaillant numéro 906 du 23 septembre 1962 que paraissent les nouveaux personnages de Nanar et Jujube, dessinés par un certain Garm (ou Garno…). Les personnages en sont Nanar, le garçon facétieux, Jujube, le renard malicieux, ainsi que Basile et Blaise, les oncles de Nanar, qui disparaissent cependant assez rapidement. En 1963, apparaît Piette, la chipie de la série, qui est alors rebaptisée Nanar, Jujube et Piette, les autres personnages étant le père Laglume, un fermier du coin, et monsieur Joachim, poète et artiste fantaisiste.
Face au succès de ses planches humoristiques, Garm troque rapidement son pseudonyme pour celui de Gotlib, qu'il ne quittera plus. Son humour désopilant et les nombreux gags font le succès de cette série qui totalisera 132 pages jusqu'en 1965.
En 1964, Gotlib crée de nouveaux personnages secondaires : les Jujubillons, des renardeaux, petits de Jujube, et Gai-Luron, un chien apathique et inexpressif inspiré de Droopy. Rapidement, la série se recentre sur Jujube et Gai-Luron qui s'anthropomorphisent, tandis que les autres personnages disparaissent peu à peu. Nanar et Piette étant devenus des faire-valoir secondaires, la série disparaît en décembre 1965 pour être remplacée par Jujube et Gai-Luron, où seul Jujube reste présent face à Gai-Luron.
La dernière double planche de Nanar, Jujube et Piette, publiée le 5 décembre 1965, met en scène Jujube qui tente de montrer son talent comique à Gai-Luron avec des farces grossières (première planche), puis les deux compères se rendent à une convocation de la rédaction de Vaillant. Jujube pense qu'on va renégocier son contrat, mais il s'avère en définitive que la convocation concerne Gai-Luron, qui, au sortir de la réunion, annonce à un Jujube abasourdi qu'à partir de la semaine suivante la série s'appellera Jujube et Gai-Luron, avec Gai-Luron comme comique, Jujube n'étant là que pour faire le contrepoint sérieux. En 1967, la série est rebaptisée Gai-Luron (puis, en 1969, Gai-Luron ou la Joie de vivre). Gai-Luron a alors définitivement pris la vedette à Jujube, qui disparaît de la série.

## Album
Nanar, Jujube et Piette, Gotlib, éditions Glénat, 2006.